# Ларионов, Григорий Федотович
Григорий Федорович Ларионов (14 (27) января 1905 года, Уфимская губерния — 29 февраля 1968 года) — советский лётчик штурмовой авиации ВВС Военно-морского флота во время Великой Отечественной войны, Герой Советского Союза (5.11.1944). Гвардии подполковник (31.05.1949).

## Биография
Родился в чувашской крестьянской семье 14 (27) января 1905 года в деревне Гулькино Мензелинского уезда Уфимской губернии Российской империи (ныне Заинский район Республики Татарстан). Окончил Куйбышевский техникум службы пути.
В октябре 1928 года призван на службу в Красную Армию. Служил на срочной службе в 3-м железнодорожном полку РККА, где окончил полковую школу и стал младшим командиром. В 1930 году вступил в ВКП(б). В октябре 1930 года решил связать жизнь с армией и поступил в военную школу.  В 1933 году окончил 2-ю Ленинградскую артиллерийскую школу. С января по октябрь 1933 года служил в этой же школе командиром учебного взвода, но затем был переведён в ВВС РККА и вновь направлен на учёбу. В 1934 году окончил Харьковское военное авиационное училище лётчиков и лётчиков-наблюдателей. С октября 1934 года служил лётчиком-наблюдателем Отдельной тяжелобомбардировочной авиационной эскадрильи, с августа 1936 года — штурманом авиаотряда 12-й эскадрильи 10-й авиационной бригады. В августе 1938 года был направлен учиться в академию. 
В 1940 году окончил Военную академию командного и штурманского состава ВВС Красной Армии, после её окончания направлен для дальнейшего прохождения службы в ВВС Балтийского флота, и там получил назначение на должность начальника оперативно-разведывательного отдела штаба 73-го бомбардировочного авиационного полка ВВС флота.
С июня 1941 года — участник Великой Отечественной войны. Воевал в том же полку, в августе 1941 года переведён на должность адъютанта эскадрильи, в сентябре стал штурманом эскадрильи. В первый год войны летал на самолётах Ар-2 (44 боевых вылета) и СБ (96 боевых вылетов). В боевом вылете 22 октября 1941 года его самолёт был сбит зенитным снарядом, осколком которого он был тяжело ранен в голову. При вынужденной посадке у него оказались сломаны два ребра, однако после госпиталя вернулся в строй. В ноябре 1941 года назначен штурманом эскадрильи 57-го штурмового авиационного полка ВВС Балтийского флота, с марта 1942 года — штурман эскадрильи 1-го гвардейского минно-торпедного авиационного полка Балтийского флота. Освоил штурмовик Ил-2. Совершал бомбардировку кораблей, военно-морских баз, складов с боеприпасами, скоплений войск противника, нанеся врагу значительный урон в живой силе и боевой технике. С мая 1943 года — штурман 7-го гвардейского штурмового авиационного полка (9-я штурмовая авиационная дивизия, ВВС Краснознамённого Балтийского флота. 
Штурман 7-го гвардейского штурмового авиационного полка 9-й штурмовой авиационной дивизии военно-воздушных сил (ВВС) Краснознамённого Балтийского флота гвардии майор Г. Ф. Ларионов к августу 1944 года выполнил 193 боевых вылета, из них 94 в ночное время. Нанёс большой урон противнику: лично и в группе потопил 6 транспортов, 5 сторожевых кораблей, 10 тральщиков, 27 других плавсредств, уничтожил 12 танков, 1 самолёт на аэродроме, 7 артиллерийских батарей, 5 зенитных батарей, 10 миномётных батарей, 4 батареи малой зенитной артиллерии, 1 железнодорожный эшелон, 43 автомашины, 20 складов разных и другое военное имущество.
Указом Президиума Верховного Совета СССР от 5 ноября 1944 года «за образцовое выполнение боевых заданий командования на фронте борьбы с немецкими захватчиками и проявленные при этом отвагу и геройство» гвардии майору Ларионову Григорию Федотовичу присвоено звание Героя Советского Союза с вручением ордена Ленина и медали «Золотая Звезда» (№ 5043). 
За все годы войны совершил более 250 боевых вылетов.
После войны продолжал службу в ВВС ВМФ СССР. Служил в ВВС Черноморского флота и в ВВС Тихоокеанского флота. В марте 1955 года в звании подполковника уволен в запас.
Жил и работал в городе Кишинёве. Умер 29 февраля 1968 года.

## Награды
- Герой Советского Союза (5.11.1944, медаль № 5043).
- Два ордена Ленина (5.11.1944, 30.11.1954).
- Четыре ордена Красного Знамени (14.08.1942, 15.07.1943, 22.06.1944, 20.06.1949).
- Два ордена Красной Звезды (16.12.1941, 3.11.1944).
- Ряд медалей СССР.

## Память
- Бюсты Г. Ф. Ларионова установлены в родной деревне Гулькино (1996) и в городе Заинске (2005).
- Установлена памятная мемориальная доска в честь Г. Ф. Ларионова на бульваре Победы Заинска (2005).
- Имя Героя Советского Союза Г. Ф. Ларионова носит основная общеобразовательная школа в его родной деревне Гулькино Республики Татарстан, в которой он проучился 5 лет. Учащиеся школы постоянно ведут исследовательскую работу по сбору материалов о своём прославленном земляке, создан Уголок боевой славы.
- Его именем названа улица в Заинске.